# Cryptopalpus transversus
Cryptopalpus transversus är en tvåvingeart som först beskrevs av Walker 1853.  Cryptopalpus transversus ingår i släktet Cryptopalpus och familjen parasitflugor. Inga underarter finns listade i Catalogue of Life.